# 陳方泰
陳方泰（ちん ほうたい、生没年不詳）は、南朝陳の皇族。南康王。

## 経歴
陳曇朗の長男として生まれた。若いころから悪少年たちと群れ集まり、放埒に遊び暮らしたが、文帝は方泰の父が人質として北斉にあることを思って、特別に方泰の悪行を許していた。天嘉元年（560年）、南康王世子に立てられた。天嘉2年（561年）、父の死が朝廷に伝わると、方泰は南康王の爵位を嗣いだ。まもなく仁威将軍・丹陽尹となり、佐史を置いた。太建4年（572年）、使持節・都督広衡交越成定明新合羅徳宜黄利安建石崖十九州諸軍事・平越中郎将・広州刺史に転じた。その統治は暴虐なもので、御史の弾劾を受けて、免官された。まもなく仁威将軍として再起した。太建6年（574年）、持節・都督豫章郡諸軍事・豫章郡内史に任じられた。郡においては民治に関心を持たず、任期を終える際には部下に略奪させ、民家に放火し、富豪に賄賂を要求した。代わりの内史が赴任してきても、ぐずくずと留まって帰らなかった。ようやく建康に帰還すると、宗正卿に任じられた。就任しないうちに、御史中丞宗元饒の弾劾を受けて免官され、王邸に蟄居させられた。
太建11年（579年）、寧遠将軍として再起し、殿省に宿直した。まもなく散騎常侍の位を加えられた。同年8月、宣帝は大壮観に幸し、閲兵をおこない、都督の任忠に命じて10万の兵を率いて玄武湖に布陣させ、都督の陳景に命じて楼艦500を率いて瓜歩江に浮かばせた。宣帝は玄武門観に登って、群臣と宴しながら兵のようすを観覧した。また楽遊苑に幸し、絲竹の会を設けた。さらに大壮観に幸し、全軍を集めて帰還した。このとき方泰は閲兵に従うべきところ、生母の病と称して行かず、楊鍾期ら20人とともに人妻と淫行におよんでいた。宣帝の怒りを買って、方泰は獄に下された。御史中丞の徐君敷の上奏を受けて、方泰は官爵を剥奪された。まもなく再びもとの官爵にもどされた。
禎明元年（587年）、侍中の位を加えられた。禎明3年（589年）、隋軍が長江を渡ると、方泰は南豫州刺史の樊猛や左衛将軍の蒋元遜とともに水軍を率いて白下におもむき、長江の往来を遮断しようとした。隋の行軍元帥の高熲が戦艦を率いて攻撃してくると、樊猛と蒋元遜はそろって降伏し、方泰は部下の将士が離散したために船を棄てて敗走した。建康が陥落すると、方泰は後主とともに関中に入った。
隋の大業年間に掖県県令となった。

## 伝記資料
- 『陳書』巻14 列伝第8
- 『南史』巻65 列伝第55